# Rui Faleiro
Rui Faleiro, anche conosciuto come Ruy De Faleira (Covilhã, ... – Siviglia, 1523), è stato un cosmografo e astronomo portoghese, principale organizzatore scientifico della spedizione di Ferdinando Magellano.
Fu uno dei primi ad applicare il metodo scientifico per determinare la latitudine e longitudine.

## Biografia
Faleiro nacque a Covilhã alla fine del XV secolo. In gioventù fu, assieme a Ferdinando Magellano, attendente della regina Eleonora di Portogallo, consorte di re Manuele I del Portogallo. Faleiro iniziò a servire re Manuele I quando questi successe a Giovanni II del Portogallo nel 1495.
Magellano e Faleiro proposero una spedizione alle Isole Delle Spezie a Manuele I diverse volte invano e successivamente i due decisero di chiedere assistenza alla Spagna. Nel ottobre del 1517, Magellano fu spostato a Siviglia e Faleiro vi arrivò in dicembre.

### Spedizione di Magellano
Dopo essere stati rifiutati da Re Manuele I, Faleiro e Magellano presentarono la loro proposta alla Casa de Contratación, che era a capo delle spedizioni per la Corona Spagnola.
Faleiro era certo che a sud della "Terra De Vera Cruz" (il moderno Brasile) a 40 gradi di latitudine, ci fosse un passaggio che portava dall'Atlantico al Mar del Sud. Quindi le Isole delle Spezie dai calcoli di Faleiro, sarebbero cadute nella parte spagnola del Trattato di Tordesillas.
Il 22 Marzo 1518 Re Carlo I di Spagna, comunemente conosciuto come Carlo V del Sacro Romano Impero, approvò la spedizione, di cui Magellano e Faleiro furono nominati co-capitani.
Fonti frammentate dicono Faleiro potrebbe aver sofferto di una instabilità mentale durante la preparazione della spedizione.
Il 26 luglio 1519 re Carlo, probabilmente per via dello stato mentale di Faleiro, emanò un certificato reale dicendo che Faleiro non sarebbe salito sulla nave per la spedizione, ma sarebbe rimasto a Siviglia in attesa di una nuova spedizione, che tuttavia non fu mai organizzata. Altre fonti dicono che Faleiro potrebbe aver preso questa decisione dopo aver letto un oroscopo che avrebbe preveduto la sua morte.
La spedizione salpò quindi il 10 agosto 1519 con gli strumenti che Failero aveva preparato per il viaggio, ma senza di questi, rimpiazzato da Andres de San Martin come astronomo della spedizione.

### Ultimi anni
Dopo che le navi di Magellano presero il largo, Faleiro ritornò in Portogallo dove fu imprigionato. Durante la sua prigionia Faleiro ebbe un crollo mentale e fu in seguito rilasciato, facendo segretamente ritorno a Siviglia. Non vi sono fonti circa il resto dei suoi anni.